# Donje Jarušice
Donje Jarušice (en serbe cyrillique : Доње Јарушице) est un village de Serbie situé dans la municipalité de Rača, district de Šumadija. Au recensement de 2011, il comptait 209 habitants.

## Démographie
| 1948 | 1953 | 1961 | 1971 | 1981 | 1991 | 2002 | 2011 |
| ---- | ---- | ---- | ---- | ---- | ---- | ---- | ---- |
| 527  | 525  | 505  | 413  | 383  | 316  | 265  | 209  |

|  |